# 32379 Markadame
32379 Markadame este o planetă minoră (asteroid) din centura de asteroizi. A fost descoperită pe 31 august 2000 la Experimental Test Site⁠(d) de Lincoln Near-Earth Asteroid Research. 
Obiectul prezintă o orbită caracterizată de o semiaxă mare de 2,7685841 UAi, o excentricitate de 0,11, o înclinație de 3,91407 ° în raport cu ecliptica.